# Sandi Čebular
Sandi Čebular, né le 24 juin 1986, à Celje, en Slovénie, est un joueur slovène de basket-ball. Il évolue au poste d'arrière.